# Mixquitlixco
Mixquitlixco är en ort i Mexiko.   Den ligger i kommunen San Pablo Anicano och delstaten Puebla, i den sydöstra delen av landet, 180 km sydost om huvudstaden Mexico City. Mixquitlixco ligger 1 135 meter över havet och antalet invånare är 610.
Terrängen runt Mixquitlixco är varierad. Mixquitlixco ligger nere i en dal. Runt Mixquitlixco är det ganska tätbefolkat, med 58 invånare per kvadratkilometer. Närmaste större samhälle är Acatlán de Osorio, 8,0 km norr om Mixquitlixco. I omgivningarna runt Mixquitlixco växer huvudsakligen savannskog.